# Rückscheinbrief

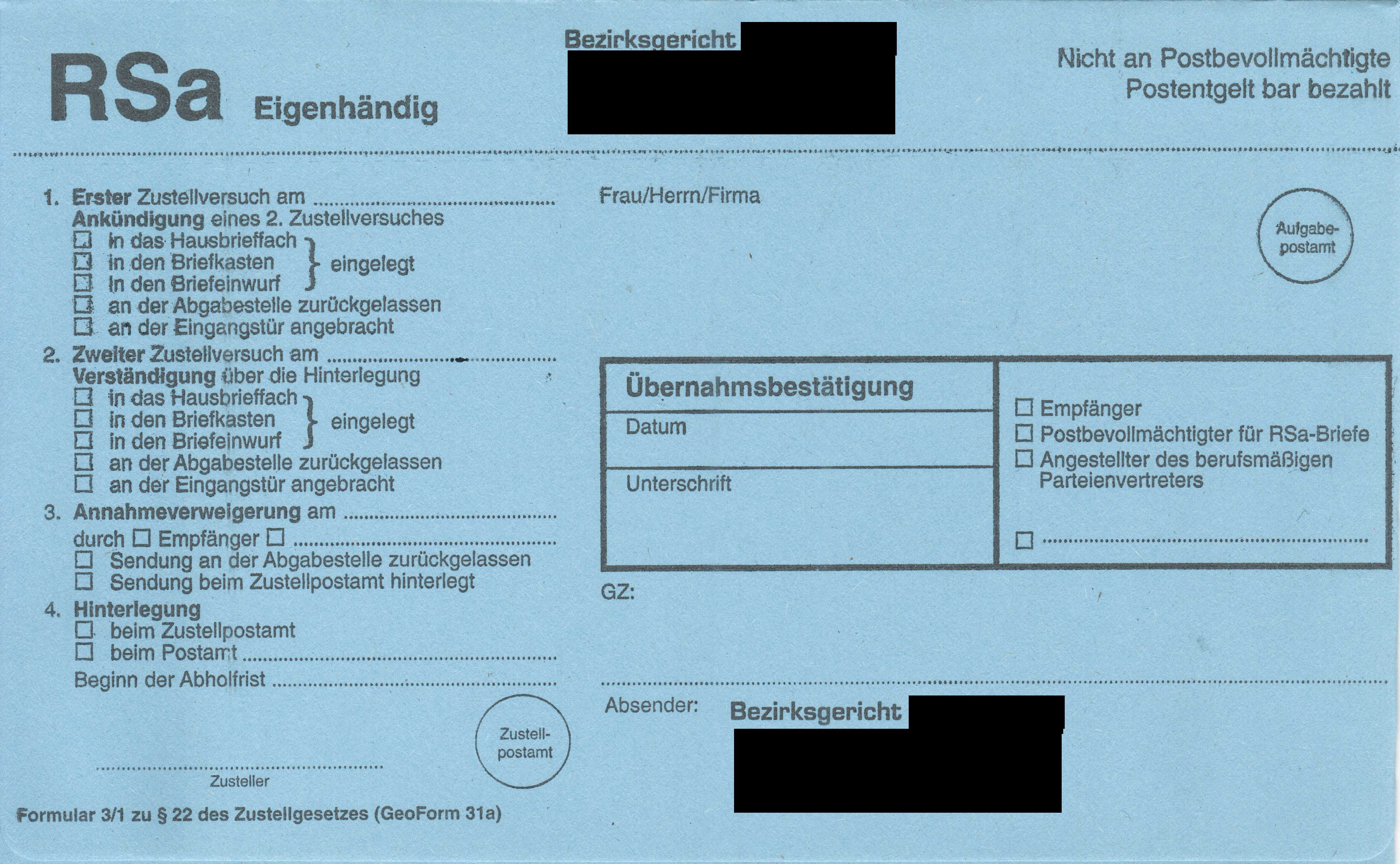
Bild A1: Muster eines RSa mit dem Zusatz Nicht an Postbevollmächtigte

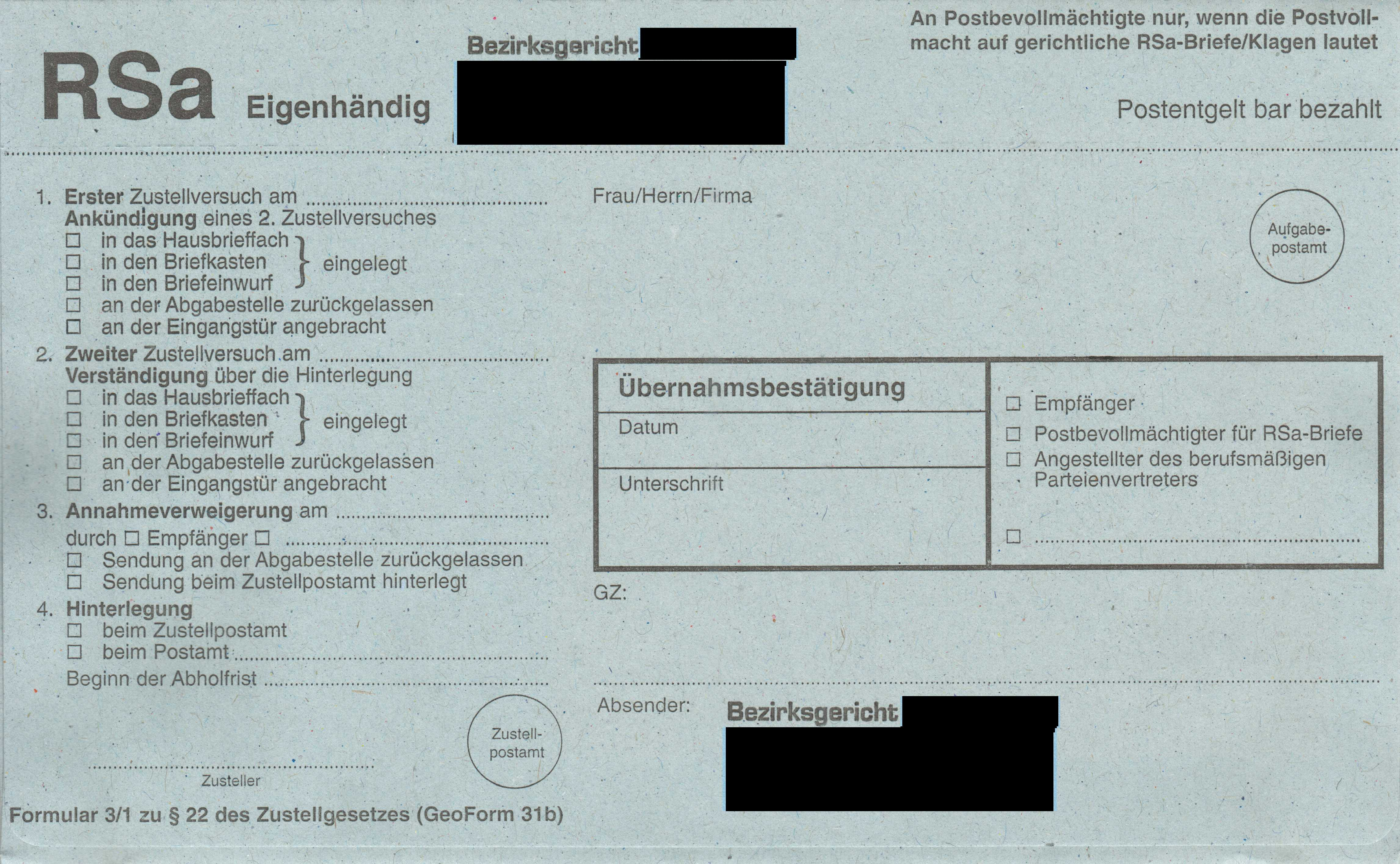
Bild A2: Muster eines historischen RSa – der Zusatz darf auch weggelassen werden

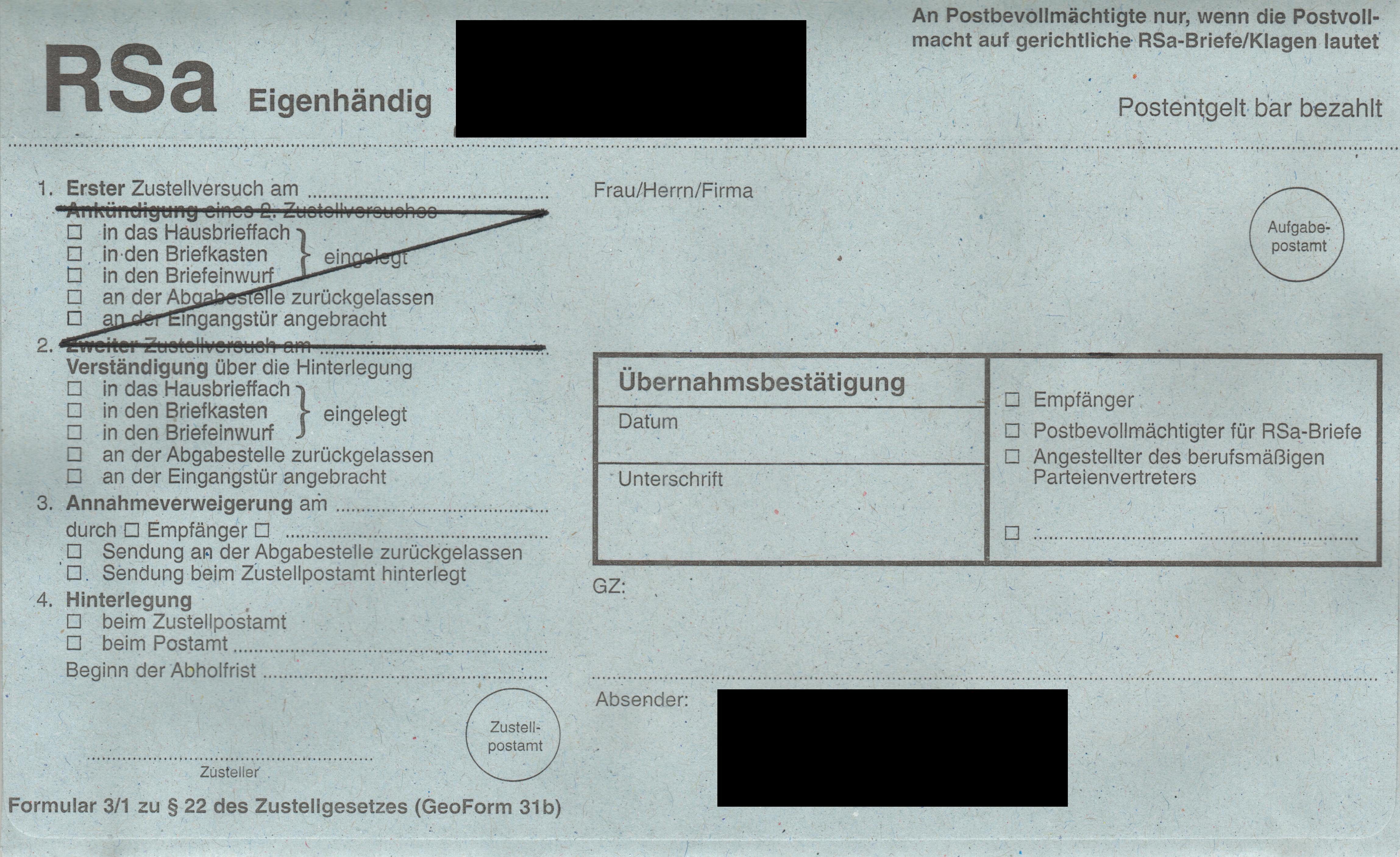
Bild A3: Aufgrund der Änderung auf einmaligen Zustellversuch muss mangels neuer Drucksorten auf diese Art zugestellt werden

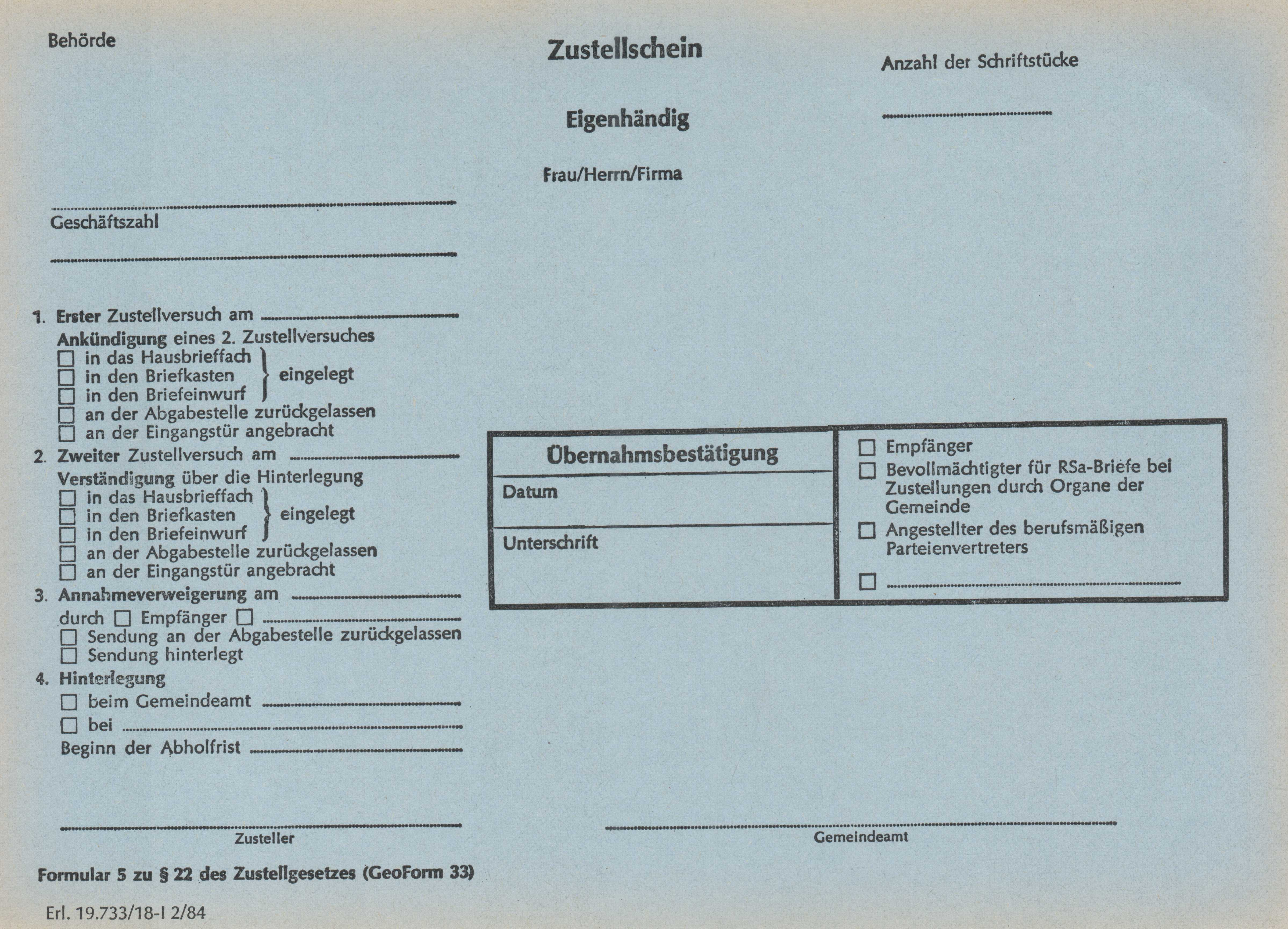
Bild A4: Muster eines Zustellscheines für eigenhändige Zustellung

Ein Rückscheinbrief ist eine Zustellungsart im österreichischen Postwesen.

## RSa-Brief
Ein RSa-Brief (Rückscheinbrief a; Synonym: Blauer Brief) ist ein behördliches Schriftstück in Österreich. Es ist kein Einschreiben, sondern eine nichtbescheinigte Sendung mit besonderem Auftrag bzw. der behördlichen Zustellung eines Dokumentes, das, im Gegensatz zum RSb-Brief, nur dem Empfänger selbst zugestellt werden darf (Eigenhändigkeit). Alternativ zum Empfänger kann auch eine Person mit Postvollmacht bestimmte RSa-Schreiben übernehmen. Die Verwendung des RSa-Briefes muss im betreffenden Materiengesetz ausdrücklich angeordnet sein, sonst reicht die Zustellung via RSb-Brief aus.
Ist der Empfänger zum Zeitpunkt der Zustellung nicht anwesend, wird das Schriftstück bei der nächsten Postfiliale hinterlegt und eine „Verständigung über die Hinterlegung eines Behördlichen Dokuments“ im Hausbriefkasten hinterlassen. Auf dieser steht, wo und wann man den Brief abholen kann. Mit dem Beginn dieser auf der Verständigung angeführten Frist gilt das Schriftstück als zugestellt (Zustellfiktion), was bedeutet, dass man bei Rechtsmittelfristen eine Frist durch nicht rechtzeitige Behebung versäumen kann. Beim Abholen muss man die Verständigung über die Hinterlegung und einen amtlichen Lichtbildausweis (Pass, Personalausweis, Führerschein, Identitätskarte) zur Identifikation mitbringen.
Früher war ein zweiter Zustellversuch vorgesehen, falls der erste fehlschlug. Diese Vorschrift erwies sich als nicht zweckmäßig, da dem überwiegenden Teil der Empfänger, die beim ersten Zustellversuch nicht anzutreffen waren, das Schriftstück auch beim zweiten Zustellversuch nicht zugestellt werden konnte. Seit 1. Jänner 2008 ist daher nur mehr ein Zustellversuch vorgesehen.
Beispiele für RSa-Briefe sind gerichtliche Schreiben (Aufforderung zum Geschworenendienst, Urteile in Strafsachen, Ladungen) und Erledigungen in Verwaltungs(straf)sachen (Bescheide, Verwaltungsstrafen, Lenkererhebung, Strafverfügung, Straferkenntnis …) und Datenschutzauskünfte von Behörden. Auch die Einberufungsbefehle des österreichischen Bundesheeres werden in RSa-Briefen versandt. Auch die Freischaltung der österreichischen Bürgerkarte per RSa-Brief ist möglich.
Es gibt zwei Arten von RSa-Briefen: Zum Ersten gibt es „normale“ RSa-Briefe, die auch an Postbevollmächtigte abgegeben werden dürfen, zum Zweiten jene mit dem Zusatz „Nicht an Postbevollmächtigte“. Solche sind dann vom Empfänger selbst zu übernehmen bzw. abzuholen, bei juristischen Personen ist die Zustellung nur an den Geschäftsführer, Vorstand oder Prokuristen zulässig, der auch im Firmenbuch als vertretungsbefugte Person eingetragen sein muss.
Eine Besonderheit betrifft „Berufsmäßige Parteienvertreter“ (Rechtsanwälte, Notare, Wirtschaftstreuhänder). Deren Angestellte dürfen auch RSa-Briefe ohne Postvollmacht übernehmen. Eine weitere Besonderheit gilt bezüglich Mitarbeitern von Behörden. Wenn der Behördenmitarbeiter berechtigt ist, ein Rundsiegel zu verwenden, benötigt dieser ebenfalls keine Postvollmacht und muss das Siegel bei der Unterschrift anbringen.

## RSb-Brief

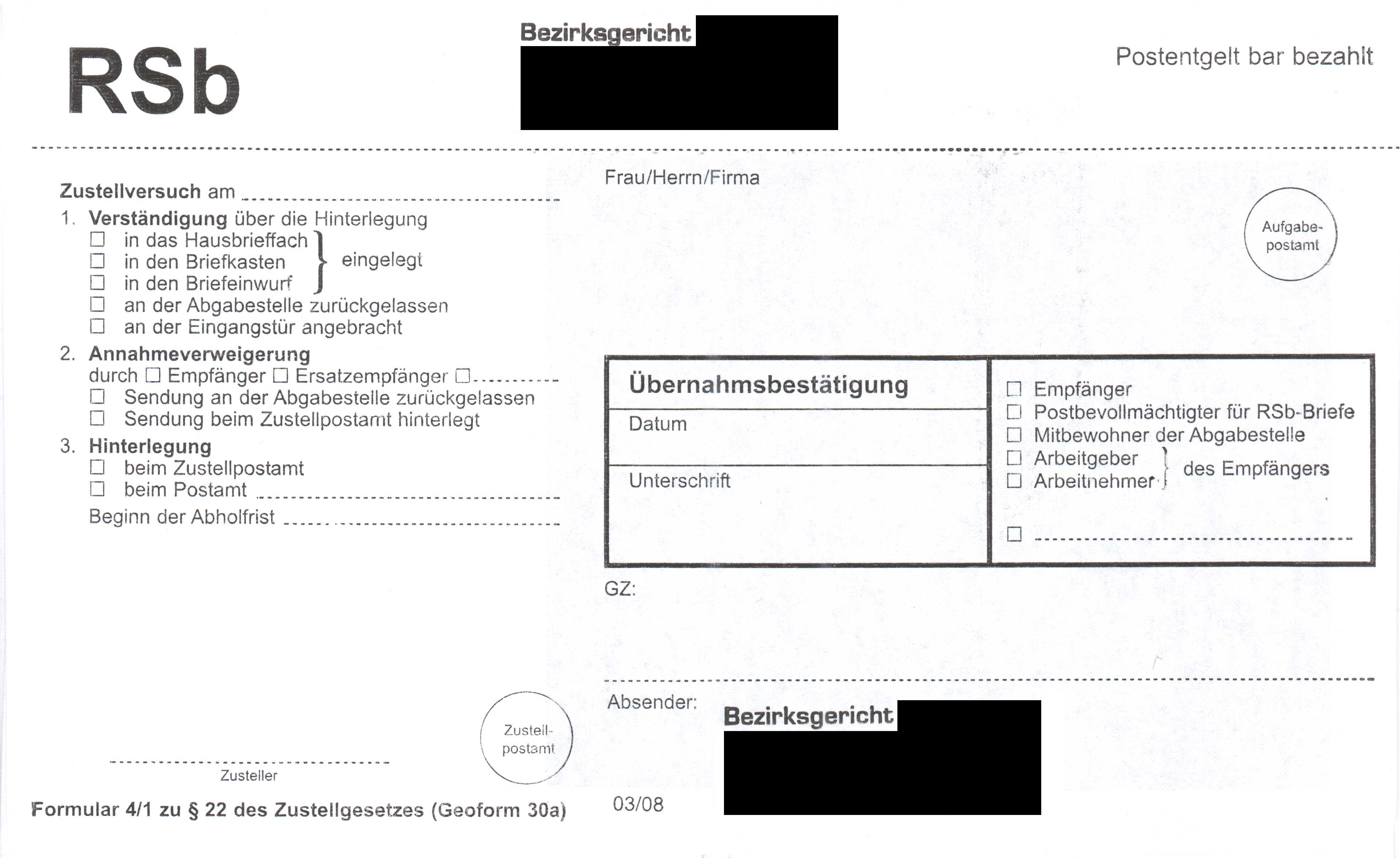
Bild B1: Muster eines RSb

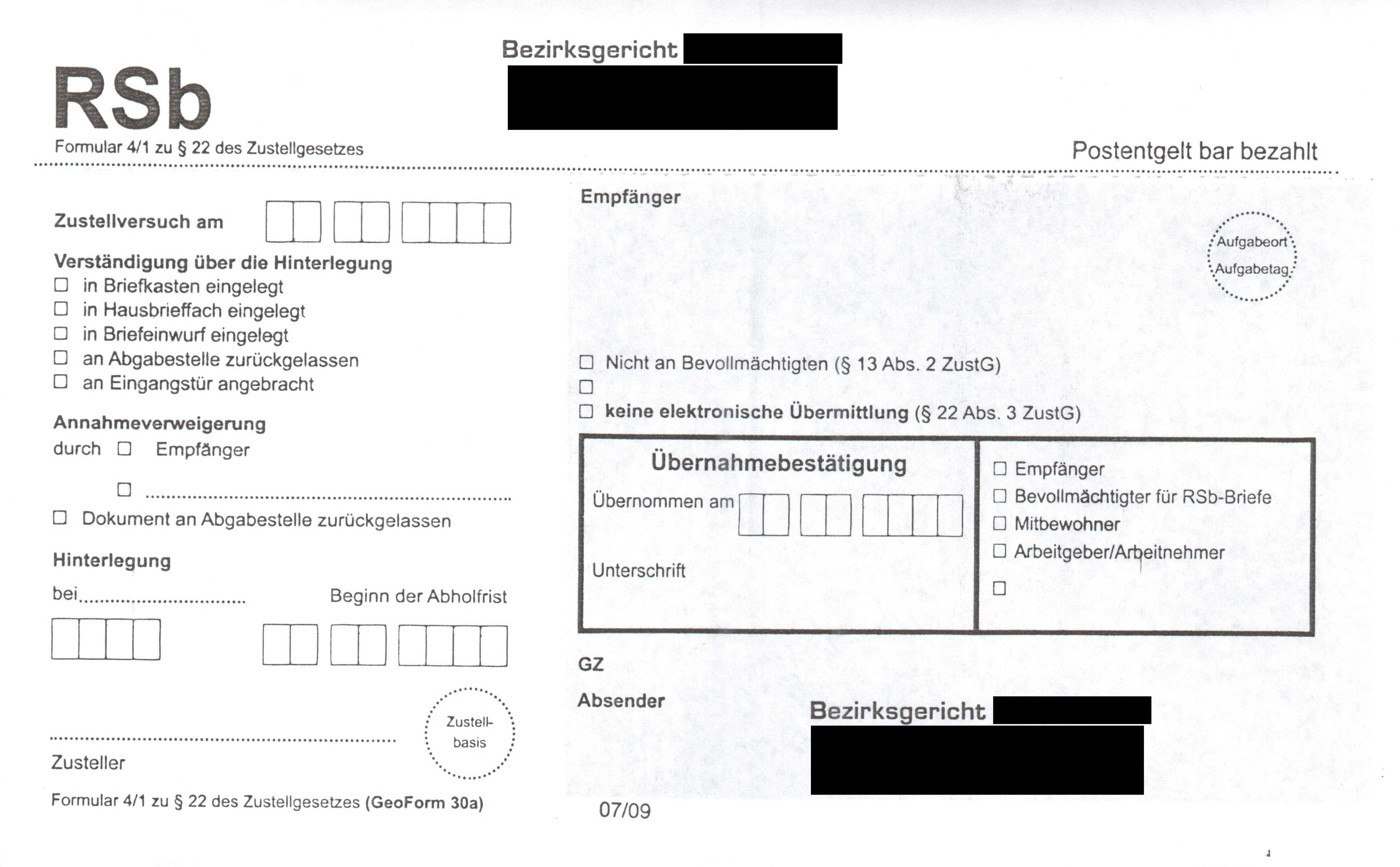
Bild B2: Rückschein nach neuer Zustellformularverordnung (RSa und RSb sind bis auf die Kuvertfarbe gleich)

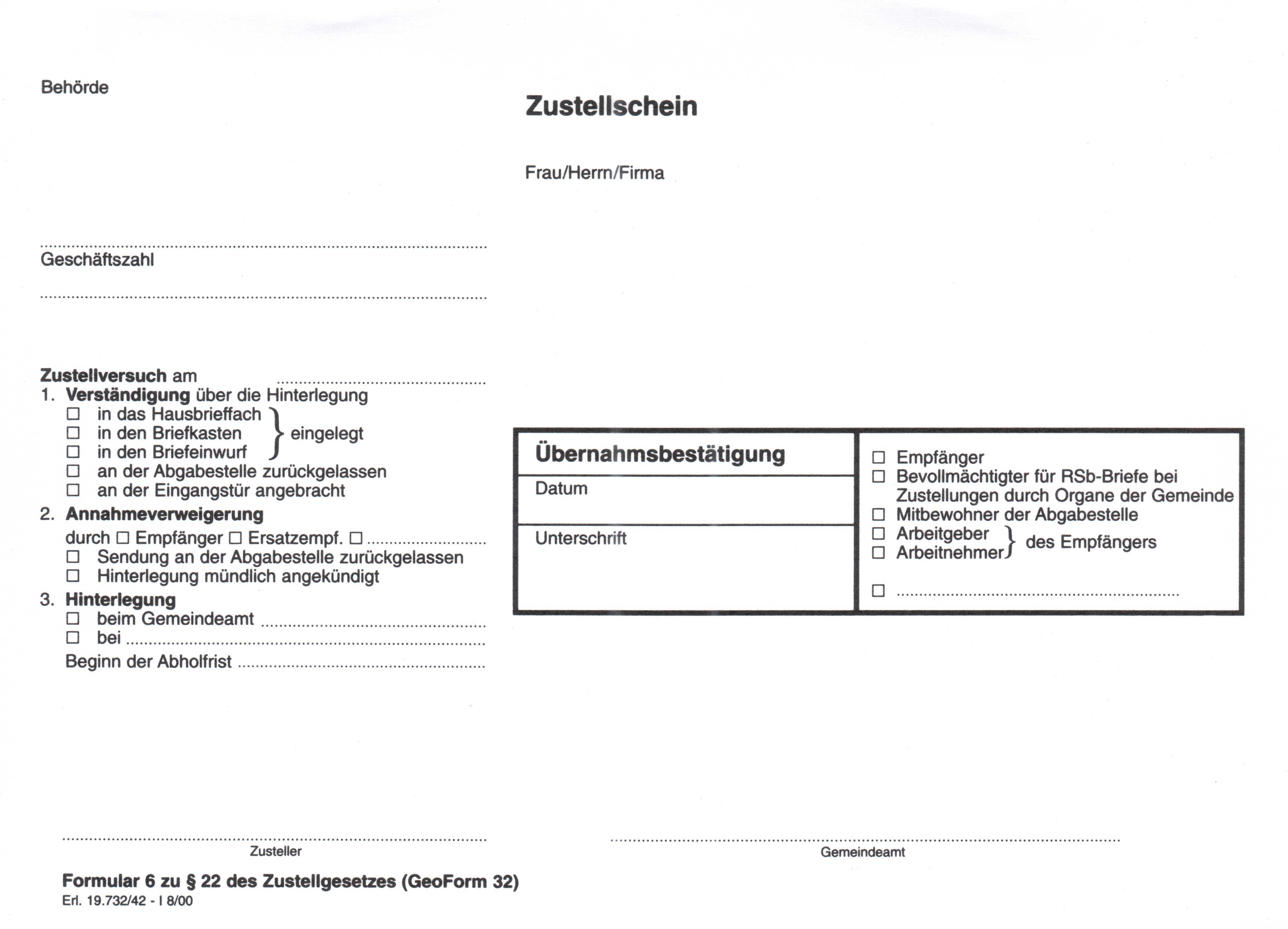
Bild B3: Muster eines Zustellscheines für nicht-eigenhändige Zustellung

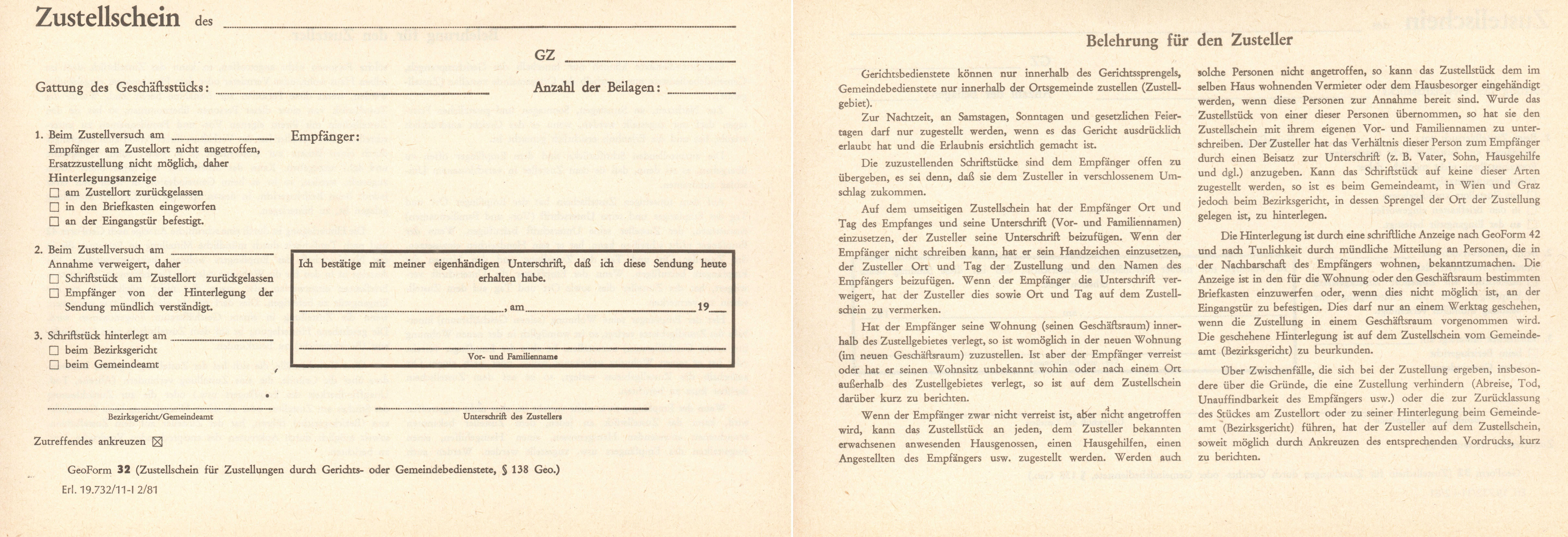
Bild B4: Muster eines historischen Zustellscheines mit Belehrung für den Zusteller auf der Rückseite

Unter RSb-Brief (Rückscheinbrief b) wird in Österreich die Zustellung eines behördlichen bzw. gerichtlichen Schriftstückes (etwa eines Bescheides oder Urteiles) nach den Bestimmungen des Zustellgesetzes verstanden (Umschlagfarbe weiß). Auch neue Reisepässe werden per RSb-Brief verschickt. Diese Vorgehensweise, obwohl die Zustellung eines Reisepasses keine Fristen auslöst, führt jedoch in den Außenbezirken der Post zu Zustellproblemen, da in diesen Bezirken keine Zustellung behördlicher Sendungen vorgenommen wird.
Im Gegensatz zur „Zustellung zu eigenen Handen“ (RSa-Brief), die nur an den Empfänger selbst möglich ist, kann der RSb-Brief auch an einen sogenannten Ersatzempfänger (Haushaltsangehörige, Arbeitnehmer oder Arbeitgeber des Empfängers) zugestellt werden. Eine Hinterlegung bei der zuständigen Postfiliale oder bei der Behörde ist – wie beim RSa-Brief (Umschlagfarbe blau) – möglich, wenn der Empfänger bloß vorübergehend abwesend ist. Seit 1. Juli 2009 werden die bisher mit RSa-Brief zugestellten Sendungen Zahlungsbefehl an Beklagten, Exekutionsbewilligung an Drittschuldner und Entscheidungen, die nach den Vorschriften über die Zustellung von Klagen zuzustellen sind (§ 106 ZPO), nicht mehr eigenhändig zugestellt.

## Rückschein
Alle RS-Briefe haben am Umschlag einen Rückschein kleben, der den Absender, den Empfänger, Poststempel und die Unterschrift des Empfängers bzw. einen Hinterlegungshinweis enthalten. Dieser wird dann vom Brief abgetrennt und dem absendenden Amt oder der Behörde zurückgesendet.
 Da es sich bei den Rückscheinbriefen um keine rekommandierten Sendungen handelt, wird auch kein Aufgabeschein benötigt und erhält der Absender keinen Aufgabenachweis. Selbstverständlich kann ein RS-Brief auch rekommandiert versandt werden. Rückscheinbriefe dürfen nicht als Wertbrief versandt werden. Erst bei Rückerlangen des Rückscheinabschnittes verfügt der Absender über den notwendigen Nachweis. Bei Verlust eines Rückscheinbriefes wird die Sendung entweder neu zugestellt (versandt) oder es wird ein sogenannter „Duplikatsrückschein“ der Post übergeben mit dem Ersuchen, falls die erste Zustellung möglich war, dies rückwirkend zu beurkunden.
 Rückscheinbriefe sind öffentliche Urkunden. Grundsätzlich muss auf der Rückseite des Rückscheinbriefes ein Ankunftsstempel angebracht werden.
Auf RSa- und RSb-Sendungen findet das Zustellgesetz Anwendung. Ämter, Behörden und Gerichte sind nur dann berechtigt, Rückscheinbriefe zu versenden, wenn dies „in Vollziehung der Gesetze“ geschieht, also durch hoheitliches, einseitiges Handeln. Werden diese jedoch in der Privatwirtschaftsverwaltung tätig, dann müssen sie auch wie jeder andere Private ohne Anwendung des Zustellgesetzes zur rekommandierten Sendung greifen.
Dokumente von Behörden müssen grundsätzlich durch Organe der Post zugestellt werden. Es ist ausnahmslos ein Rückscheinkuvert zu verwenden. Werden Dokumente direkt durch Boten der jeweiligen Behörde oder Organe der Gemeinde zugestellt, so müssen diese unverschlossen ausgehändigt und mittels Zustellschein beurkundet werden.

## Gewöhnliche Rückscheinbriefe

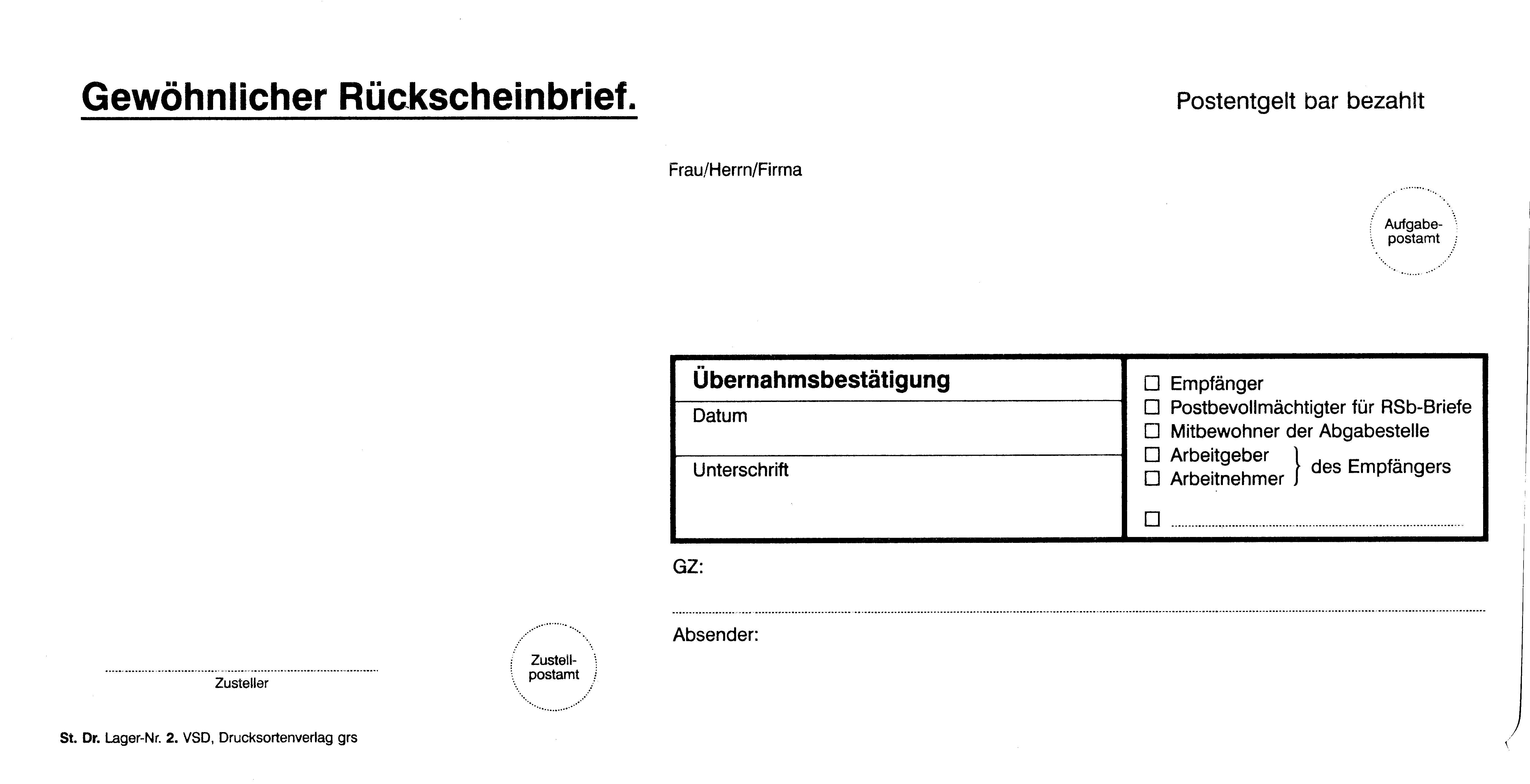
Bild C1: Muster eines Gewöhnlichen Rückscheinbriefes

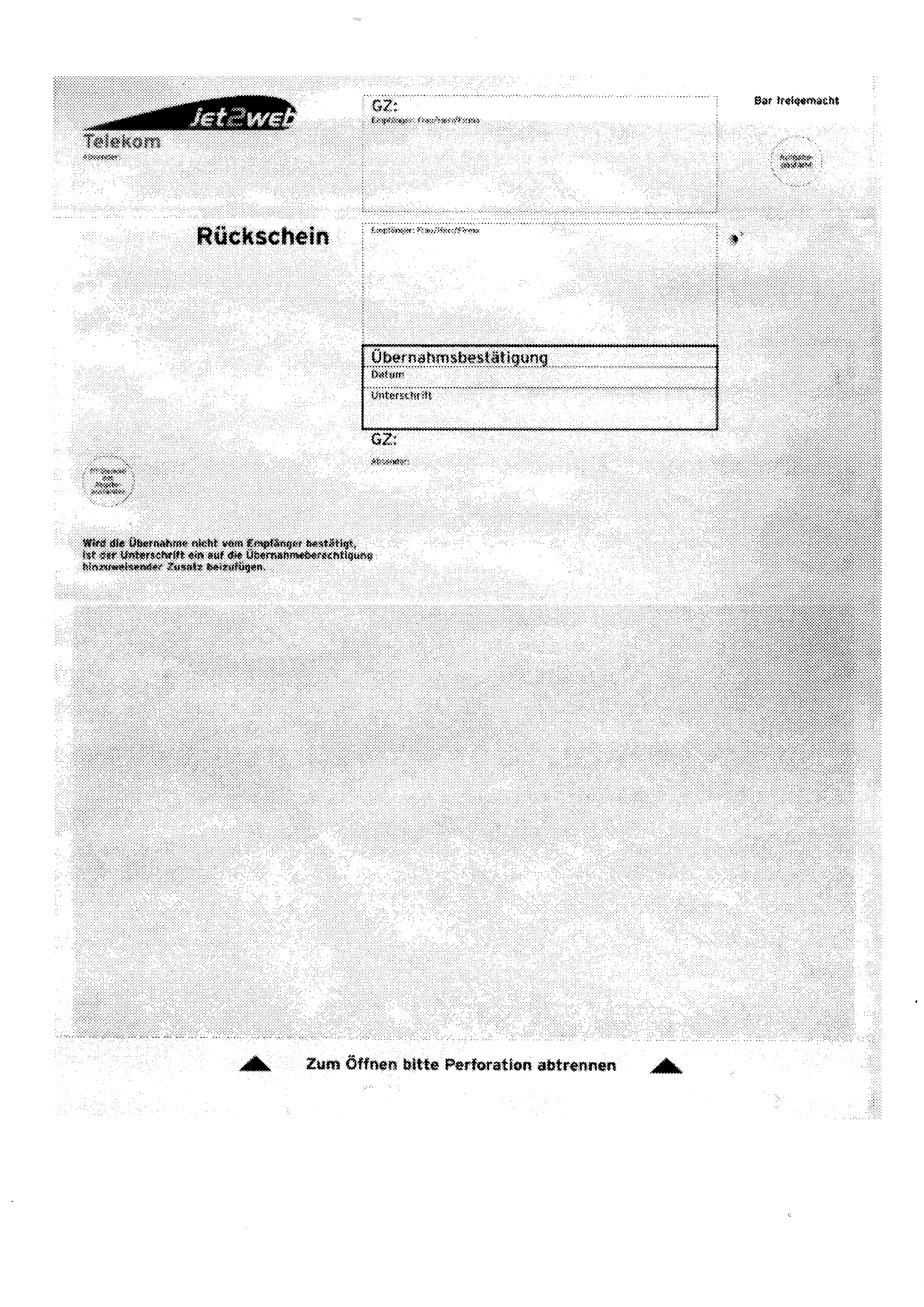
Bild C2: Muster eines Gewöhnlichen Rückscheinbriefes der A1 Telekom Austria

Als besonderes Unikat – und im Gegensatz zu RSa- und RSb-Sendungen weitgehend unbekannt – gibt es auch „Gewöhnliche Rückscheinbriefe“ (GRS). Diese haben keinen Behördencharakter und fallen nicht unter das Zustellgesetz. Sie gelten somit erst mit der tatsächlichen Übernahme oder durch Zustellfiktion als zugestellt. Auch darf ein gewöhnlicher Rückscheinbrief von jedermann versendet werden (RSa- und RSb-Sendungen sind den Ämtern und Behörden vorbehalten). Der GRS ist ebenfalls kein eingeschriebener Brief. Selbstverständlich ist es möglich, gegen ein höheres Beförderungsentgelt diesen auch eingeschrieben zu versenden (gilt auch für RSa und RSb). Während ein RSa oder RSb hinterlegt wird, wird der Empfänger über einen GRS benachrichtigt.
Der große Vorteil des GRS ist, dass man erfährt, ob und wann der Brief tatsächlich angekommen ist und von wem er übernommen wurde. Bei RSa und RSb erfährt der Absender nur dann, wer ihn übernommen hat, wenn er nicht hinterlegt, sondern direkt beim Zusteller übernommen wurde. Wurde der Brief hinterlegt, wird der Rückscheinabschnitt dennoch dem Absender rückgesandt, jedoch ohne Übernahmebestätigung. Die Übernahmebestätigung bei Hinterlegung erfolgt auf der Hinterlegungsanzeige.
 Beim GRS bleibt hingegen der Rückscheinabschnitt so lange am Kuvert, bis der Brief übernommen wurde.
 Diese Rückscheinbriefe wurden früher von der A1 Telekom Austria als rekommandierte Sendung verschickt, wenn die Telefonrechnung gemahnt werden musste, von der katholischen Kirchenbeitragsstelle bei säumigen Kirchenbeitragszahlern sowie von Pflichtschulen und der Personal- und der Rechtsabteilung der Post.

## Unterschied Benachrichtigung und Hinterlegung
Grundlegender Unterschied zwischen Benachrichtigung und Hinterlegung ist die Art der Sendung. Behördliche Schreiben, also Rückscheinbriefe, werden hinterlegt, während der Empfänger von „normalen“ Sendungen (also bescheinigten, nicht bescheinigten und nicht bescheinigten Sendungen mit besonderem Auftrag), also Einschreiben, Nachnahme, Nachgebühren (taxiert), Wertbriefe, Geldsendungen, Postauftrag und so weiter benachrichtigt wird. Gemeinsam haben sie nur, dass sie bei der nächsten Postfiliale zur Abholung bereitgehalten werden (Ausnahme: Geldsendungen; diese können österreichweit bei jeder Postfiliale, nicht jedoch bei Post.Partner oder Post-Servicestellen abgeholt werden).

### Vorgehensweise bei der Hinterlegung
Der Rückscheinbrief wird hinterlegt (Abkürzung „hin“), wenn der Empfänger nicht angetroffen wurde. Mit der Hinterlegung beginnt jedoch der Fristlauf, d. h. die Einspruchs-, Rekurs- oder Berufungsfrist. Auch wenn man den Brief z. B. erst eine Woche nach der Hinterlegung abholt, hat die Frist bereits zu laufen begonnen und der Empfänger hat somit nur noch eine um diese Woche verkürzte Rechtsmittelfrist.
Bei besonders wichtigem Inhalt werden manchmal auch Rückscheinbriefe als rekommandierte Sendungen zur Aufgabe gebracht. Dann trifft natürlich das Zustellgesetz zu und der Brief wird dementsprechend hinterlegt. Der Empfänger muss dann allerdings für eine Sendung zwei Unterschriften leisten, eine in der (elektronischen) Zustellkarte des Zustellers und eine weitere auf dem Rückschein. Bei Hinterlegung muss in der Reko-Liste der Postfiliale und auf der Hinterlegungsmitteilung unterschrieben werden.

### Vorgehensweise bei der Benachrichtigung
Bei Briefen, von welchen der Adressat benachrichtigt (Abkürzung „ben“) wird, beginnt normalerweise kein Fristenlauf. Grundsätzlich muss dieser Brief tatsächlich zugegangen sein. Manche Vorschriften, Kollektivverträge oder Allgemeine Geschäftsbedingungen sehen jedoch vor, dass der Brief, auch wenn er noch nicht tatsächlich zugegangen ist, drei Tage nach Postaufgabe als zugegangen gilt. Diese Vorgehensweise ist jedoch nicht unumstritten.
Allerdings sind auch Behörden berechtigt, eine Sendung nicht als Rückscheinbrief aufzugeben. Davon machen insbesondere Sozialämter Gebrauch, indem sie Sozialausweise (Sozialpässe) normalerweise als rekommandierte Sendung aufgeben, da hier mit der Zustellung kein Fristenlauf beginnt und die Aufgabe besser dokumentiert ist, so dass bei Verlust Schadenersatz von der Post verlangt werden kann und auch der Verlustort leichter festzustellen ist.

## Hybrider Rückscheinbrief
Auf dem Zustellstück wird ein Barcode angebracht, der in Folge als eindeutige Identifikation der Sendung dient. Gleichzeitig wird die Post mit einem sogenannten Avisodatensatz (Adressinformationen etc.) pro Zustellung elektronisch vorab verständigt.
Danach wird der Brief in eine zentrale Verteilstelle der Post gebracht, wo sie mit dem Barcode im System erfasst werden.
Der Zusteller druckt nun eine sogenannte Zustellkarte aus, auf der der Empfänger den Erhalt der Sendung bestätigt. Diese Karte wird anschließend an ein zentrales Scanservice der Post geschickt, dort gescannt und anschließend in elektronischer Form (PDF) vom Versender abgeholt. Parallel dazu wird die erfolgreiche Zustellung im System der Post vermerkt und ebenfalls als elektronischer Zustellnachweis an den Versender übermittelt.

## Ortsabwesenheit
Um Nachteile durch eine Zustellung bei Ortsabwesenheit (z. B. Urlaub, Krankenhausaufenthalt, Kur usw.) zu vermeiden, sollte bei der Post und bei erfolgter Registrierung auch beim elektronischen Zustelldienst eine Ortsabwesenheitserklärung abgegeben werden.